# Youssef En-Nesyri
Youssef En-Nesyri (arabisch يوسف النصيري, DMG Yūsuf an-Nuṣairī; * 1. Juni 1997 in Fès) ist ein marokkanischer Fußballspieler, der als Stürmer für den türkischen Verein Fenerbahçe Istanbul spielt.

## Vereinskarriere

### FC Málaga
Nach dem Beginn seiner Jugendkarriere an der Mohammed VI Football Academy wechselte er 2015 für eine Ablösesumme von 125.000 € zum FC Málaga. Ursprünglich dem Jugendteam zugeteilt, gab er am 16. April 2016 sein Debüt für die zweite Mannschaft und erzielte dabei den letzten Treffer bei einem 3:1-Sieg der Tercera División gegen den FC Guadix. Er erzielte in den folgenden drei Spielen hintereinander Tore gegen CD Huétor Tájar, River Melilla CF und FC Vilafranca und wurde zu einem festen Spieler für die Reservemannschaft, die den Aufstieg in die Segunda Division B nur knapp verpasste.
Am 8. Juli 2016 wurde En-Nesyri in den Kader der Profimannschaft, damals trainiert von Juande Ramos, aufgenommen.
Am 23. August 2016 stimmte En-Nesyri nach sechs Treffern in der Saisonvorbereitung einer Vertragsverlängerung bis 2020 zu. Drei Tage später gab er sein Debüt im Profifußball in der Primera División, als er für Keko in einem 2:2-Unentschieden gegen Espanyol Barcelona eingewechselt wurde.
En-Nesyri erzielte am 21. September 2016 sein erstes Tor im Profifußball und schoss das Siegtor bei einem 2:1-Heimsieg gegen SD Eibar, nachdem er eingewechselt wurde.  Er erzielte vier Tore in 25 Ligaspielen während der Saison 2017/18, was den Abstieg seiner Mannschaft allerdings nicht verhindern konnte.

### CD Leganés
Am 17. August 2018 unterzeichnete En-Nesyri einen Fünfjahresvertrag bei dem gerade in die höchste Spielklasse aufgestiegenen CD Leganés. Die Ablöse lag bei 6 Millionen €. Im Februar 2019 erzielte er in einem Spiel gegen Real Betis Sevilla einen Hattrick und wurde damit der erste Leganés-Spieler, der dies in der obersten Liga schaffte.

### FC Sevilla
Am 16. Januar 2020 verpflichtete der FC Sevilla En-Nesyri von Leganés für eine Ablöse von 20 Millionen €. Er unterschrieb einen Vertrag bis 2025. Er gab sein Debüt am 18. Januar 2020 bei einem Auswärtsspiel gegen Real Madrid. Sein Debüt in europäischen Wettbewerben gab En-Nesyri am 20. Februar 2020 im Achtelfinal-Hinspiel der UEFA Europa League gegen CFR Cluj in Rumänien. Beim 1:1-Unentschieden erzielte er den späten Ausgleichstreffer, der seiner Mannschaft das Weiterkommen aufgrund der Auswärtstorregel sicherte. Er gewann später mit Sevilla die UEFA Europa League 2019/20. In der Saison 2022/23 bestritt er 31 von 38 möglichen Ligaspielen, in denen er 8 Tore schoss, vier Pokalspiele mit vier Tore, ebenfalls vier Spiele in der Champions League mit zwei Toren und neun Spiele in der Europa League mit vier Toren. Erneut gewann er nach dieser Saison die Europa League.

### Fenerbahçe Istanbul
Im Juli 2024 wechselte er in die Türkei zu Fenerbahçe Istanbul und unterschrieb dort einen Vertrag bis 2029. En-Nesyris Ablösesumme betrug 19,5 Millionen Euro, was ihm zum Rekordtransfer der türkische Liga machte (der Rekord wurde beim Transfer von Victor Osimhen im Jahr 2025 gebrochen).

## Nationalmannschaft
Nach der Vertretung der U-20-Marokkos wurde En-Nesyri am 22. August 2016 von Trainer Hervé Renard für Freundschaftsspiele gegen Albanien und São Tomé und Príncipe in den Kader der A-Mannschaft berufen.  Er debütierte neun Tage später gegen Albanien und stand in der Startelf beim 0:0 im Loro Boriçi-Stadion in Shkodër. Er war im Kader der FIFA Fußball-Weltmeisterschaft 2018 vertreten und traf beim 2:2-Unentschieden in der Gruppenphase gegen Spanien zum zwischenzeitlichen 2:1, nachdem er eingewechselt worden war.
Sowohl beim Afrika-Cup 2019 als auch beim infolge der COVID-19-Pandemie erst 2022 durchgeführten Afrika-Cup 2021 gehörte er zum marokkanischen Kader. 2019 bestritt er alle drei Gruppenspiele und das verlorene Achtelfinale. 2022 wurde er vom 2. Gruppenspiel bis zum verlorenen Viertelfinale eingesetzt.
Ebenso gehörte er bei der WM 2022 zum marokkanischen Kader. En-Nesyro schoss dort das 1:0 im Spiel gegen Portugal, durch das Marokko ins Halbfinale einzog. Die Nationalmannschaft beendete die Weltmeisterschaft als Vierter.

## Erfolge und Auszeichnungen
FC Sevilla
- Europa-League-Sieger (2): 2020, 2023

Individuelle Auszeichnungen
- Spieler des Monats der Primera División: Januar 2021 und April 2023